# Eldkastare
Eldsprutor (esp) och eldkastare (ek) är militärt utformade anordningar för utskjutning av oljebrandämnen i syfte att åstadkomma brand. Till skillnad från traditionell brandammunition, vilka verkar genom att antända lättantändligt material i mål, verkar eldsprutor och eldkastare genom att direkt skjuta lättantändligt material mot målet, antingen förtänt eller med tändmekanism. Eldsprutor verkar genom att skjuta antänt oljebrandämne i en stråle mot målet likt en vattenspruta. Eldkastare verkar genom att skjuta iväg projektiler försedda med höga volymer oljebrandämne och tändanordning mot målet, vanligen i form av raketer.
Oljebrandämnen är vanligen olika former av tung olja, bensin eller diesel, ofta förtjockad i olika grader fram till gelé. Detta görs bland annat för att skapa högre tryck i eldsprutor och därmed ge längre räckvidd, men även för att göra oljebrandämnet klibbigt så det fastnar där det skjuts istället för att rinna iväg. Exempel på oljebrandämnen är napalm. Utöver eldsprutor och eldkastare sprids oljebrandämnen även med flygbomber, brännflaskor och brandminor.
Eldsprutor och eldkastare förekommer i flera olika storlekar och utformningar. De flesta är bärbara som bärs av en enskild soldat, men det förekommer även tunga (stationära) och fordonsmonterade varianter. Eldspruta som närstridsvapen kom först till användning under första världskriget.

## Etymologi
I modernt talspråk används ofta "eldkastare" som enhetlig benämning eller synonym för den 'traditionella eldsprutan', medan svenska försvarsmakten använder benämningen "eldspruta". Talspråkets 'eldkastare' kommer delvis från engelskans och tyskans benämningen för vapnet: engelska: flamethrower, tyska: flammenwerfer, som översatt blir eldkastare eller flamkastare. Benämningen eldkastare för vapentypen började förekomma i svenska dagstidningar runt april 1916 i direkt koppling till deras användande under första världskriget. Benämningen eldspruta för vapentypen började förekomma i svenska dagstidningar runt februari 1918, samma år som svenska armén började försök med en egen eldspruta (eldspruta försöksmodell/1918), vilket antyder att svenska försvarsmakten (då krigsmakten) namngett vapentypen 'efter' att benämningen eldkastare redan myntats för vapnet i det svenska språket. Benämningen eldspruta förekom även innan detta som synonym till brandspruta.
Benämningen eldkastare kom dock senare att antas av svenska försvarsmakten för en annan vapentyp; den 'moderna eldkastaren', vilken istället för att spruta oljebrandämne i en stråle, skjuter (kastar) oljebrandämne kapslat i projektiler. På en militärteknisk nivå är namnet eldkastare mer passande för denna vapentyp än för "eldsprutor" (jämför: granatkastare, rökkastare, etc). Dessa "egentliga eldkastare" är dock generellt okända och förekommer framförallt bara akademiskt. Detta beror huvudsakligen på att Genèvekonventionerna begränsat användningen av sådana vapen internationellt, varav flera länder, däribland Sverige, inte använder "eldkastare". Utöver detta benämns båda vapentyperna flamethrower på engelska, alternativt rocket flamethrower för den senare (översatt: raketeldkastare).

## Eldspruta

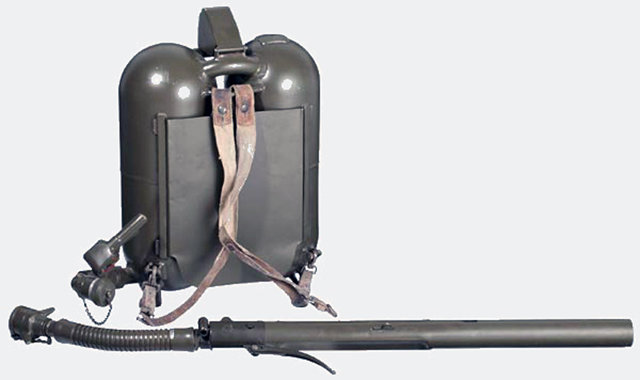
Schweizisk Flammenwerfer 42/55, här utan slang.

Eldsprutor är oljebrandvapen som verkar genom att spruta ut en stråle av antänt oljebrandämne mot målet. De består av en bränslebehållare fylld med oljebrandämne, kopplad till en bränsletillförsel, oftast i form av en rörlig slang, vilken avslutas av ett så kallat strålrör, ett munstycke för oljebrandämnet att spruta ut ur. För att spruta ut oljebrandämnet används ofta tryckgas i olika former och antändning sker oftast vid mynningen av strålröret.
Eldsprutor förekommer i 3 huvudsakliga utformningar: burna, tunga (stationära) och fordonsmonterade. Burna eldsprutor bärs i modern tid av enbart en person, men tidigare fanns varianter som bars av ett antal personer. Eldstrålen på burna eldsprutor brukar ha en räckvidd om 20 till 25 meter med konventionellt bränsle eller tung olja, men med förtjockat oljebrandämne kan räckvidden komma upp i 50 till 70 meter genom högre tryck. Tunga och fordonsmonterade eldsprutor brukar dock ha mycket kraftigare maskineri och bränsletillgång, varav deras eldstråle kan komma upp i räckvidder om 200 meter.
- Demonstrationsvideo av amerikansk M2 eldspruta. Notera hur rökmolnen från eldstrålen skymmer solen.

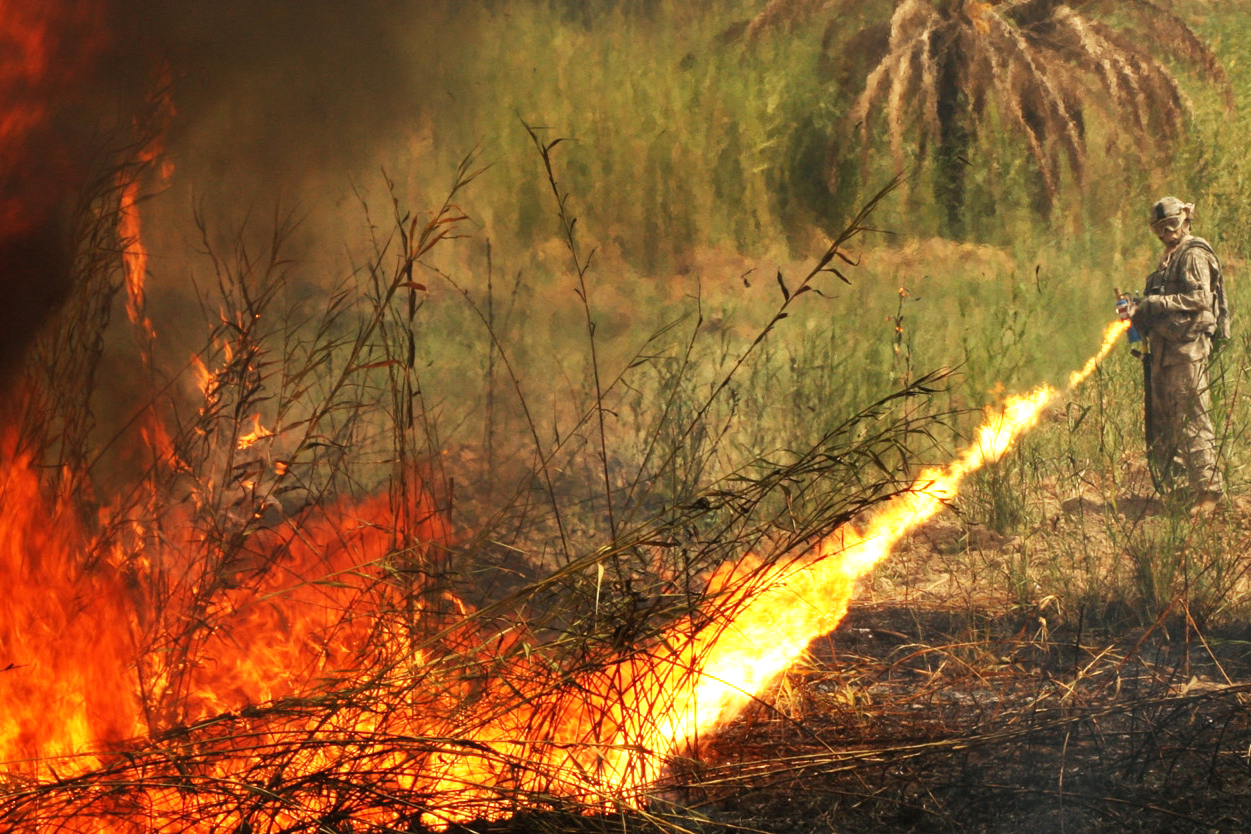
Användning av eldkastare i Irak för att bränna vegetation. Syftet är att neka fienden kamouflage.
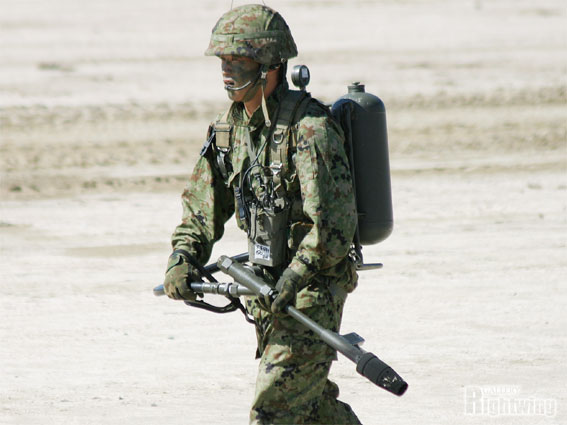
Japansk soldat beväpnad med eldspruta.
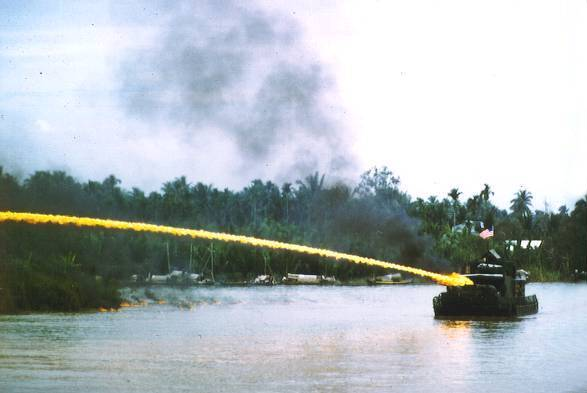
Fordonsmonterad eldspruta på en patrullbåt under Vietnamkriget.

## Eldkastare

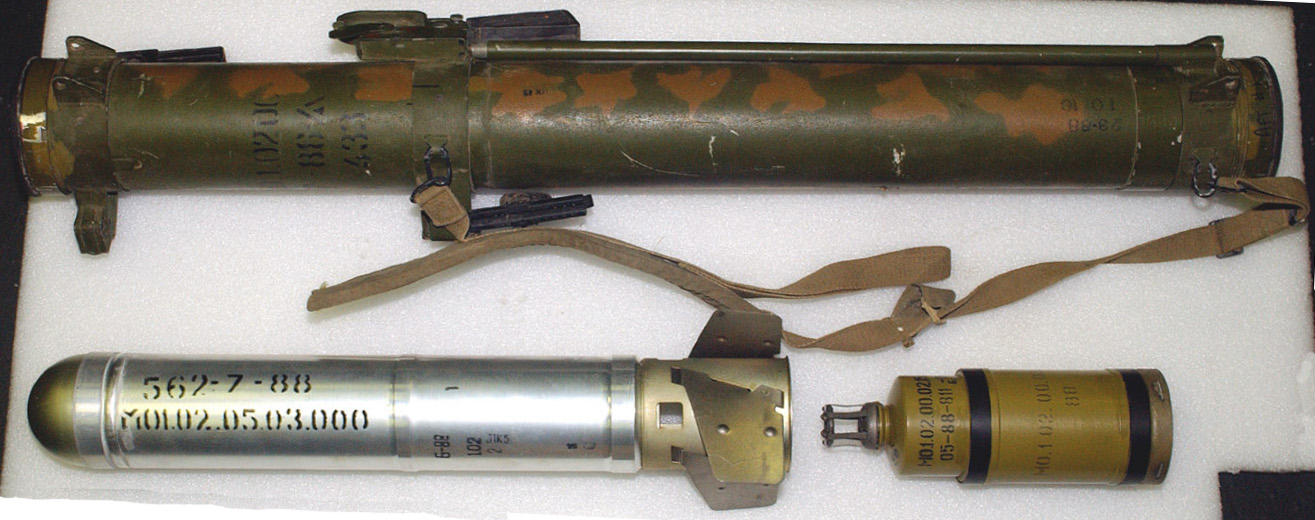
Sovjetisk RPO-A Sjmel (РПО-А Шмель) eldkastare. Notera raketens långa stridshuvud som håller oljebrandämnet.

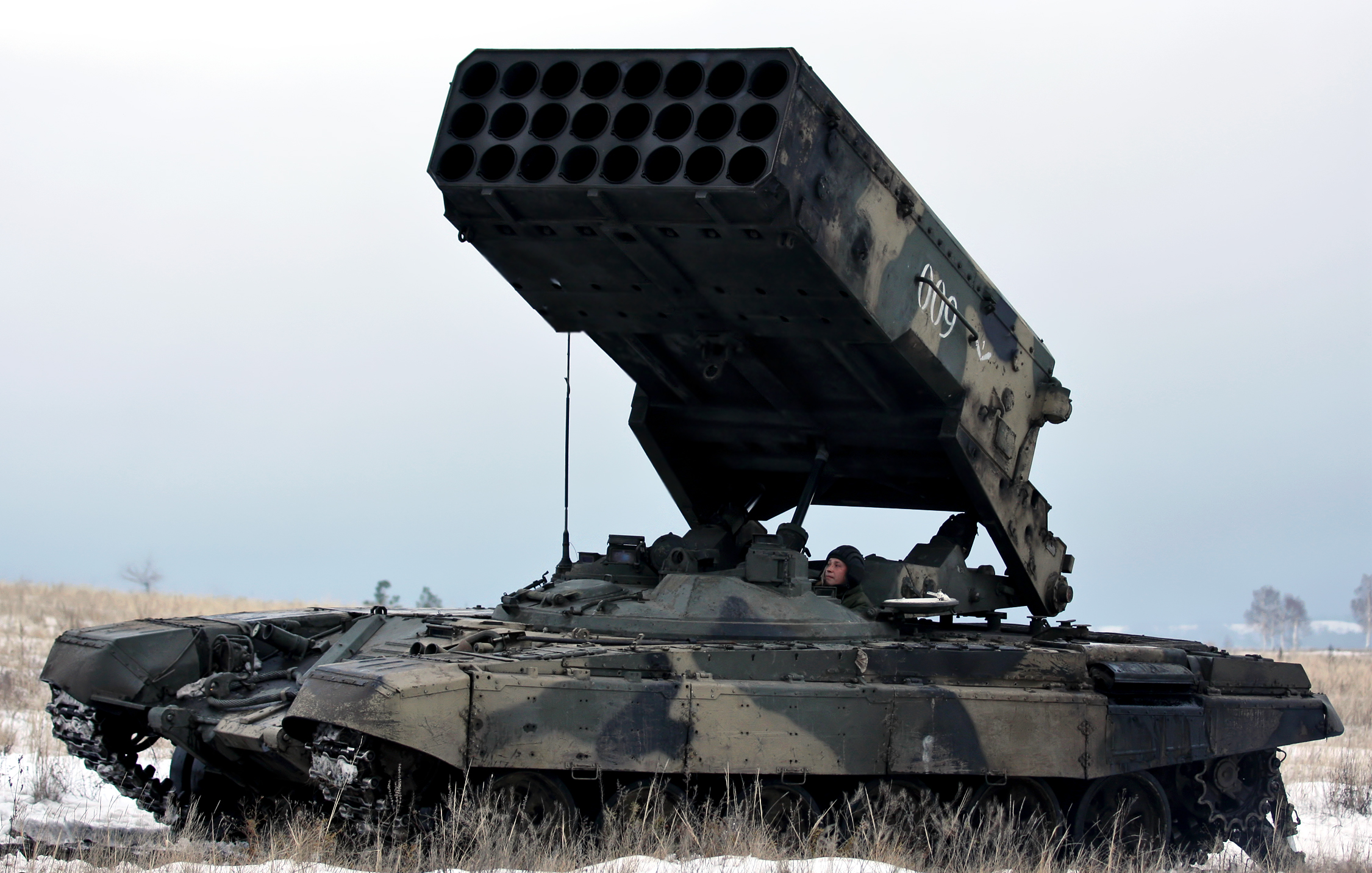
Rysk TOS-1 (ТОС-1) tungt eldkastarsystem (raketartilleri) baserat på chassit till stridsvagnen T-72.

Eldkastare är projektilvapen som skjuter grovkalibriga projektiler fyllda med en stor mängd oljebrandämne och tändanordning. Vid anslag går projektilhöljet sönder och brandämnet sprids ut över ett större område, varvid tändanordningen antänder det. Det förekommer även termobariska eldkastare, där projektilen innehåller brännbar vätska samt en mindre explosiv laddning. När projektilen når målet detoneras den mindre laddningen och sprider vätskan som en finfördelad dimma som sedan tillsammans med syret i luften fås att explodera. För ytterligare beskrivning av termobarisk vapenverkan, se SR:s Ekonyheters beskrivning: (länk).
Eldkastare är vanligen rekylfria eldrörsvapen för engångsbruk som kommer förladdad med projektil och drivanordning likt ett pansarskott, men omladdningsbara system förekommer också. Projektilerna är traditionellt fenstabiliserade och framdrivs av en bakomliggande drivladdning eller en integrerad krutraketmotor. Eldkastare förekommer därför både som handburna vapen men även som fordonsmonterat raketartilleri.
Eldkastare utvecklades bland annat för att åstadkomma högre räckvidd jämte eldsprutor men har traditionellt en mycket kraftig projektilbana. Som namnet antyder "kastar" (lobbar) eldkastare sina projektiler mot målet och brukar därför anses ha medelkort räckvidd. Räckvidden brukar ungefär ligga mellan 200 och 600 meter för direkt eld, eller 700 till 1000 meter för indirekt eld, beroende på vapensystem. Visst raketartilleri kan dock skjuta termobariska raketer på flera mils avstånd.[källa behövs]
- Demonstrationsvideo M202 FLASH eldkastare med oljebrandraketer.

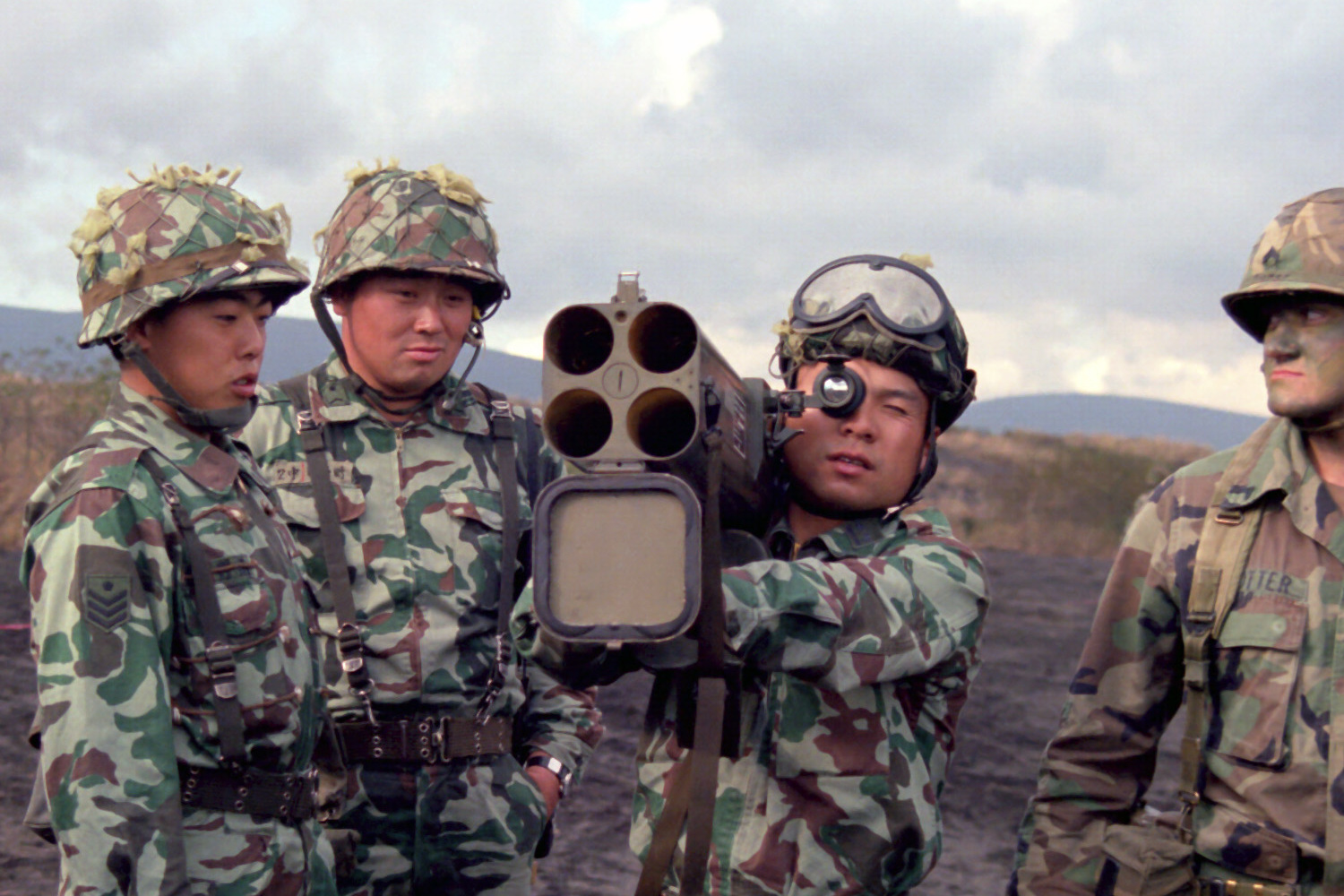
Amerikansk M202 FLASH eldkastare under militärövning i Japan, 1985.
- Demonstrationsvideo av termobarisk eldkastare typ RPO PDM-A Prize.
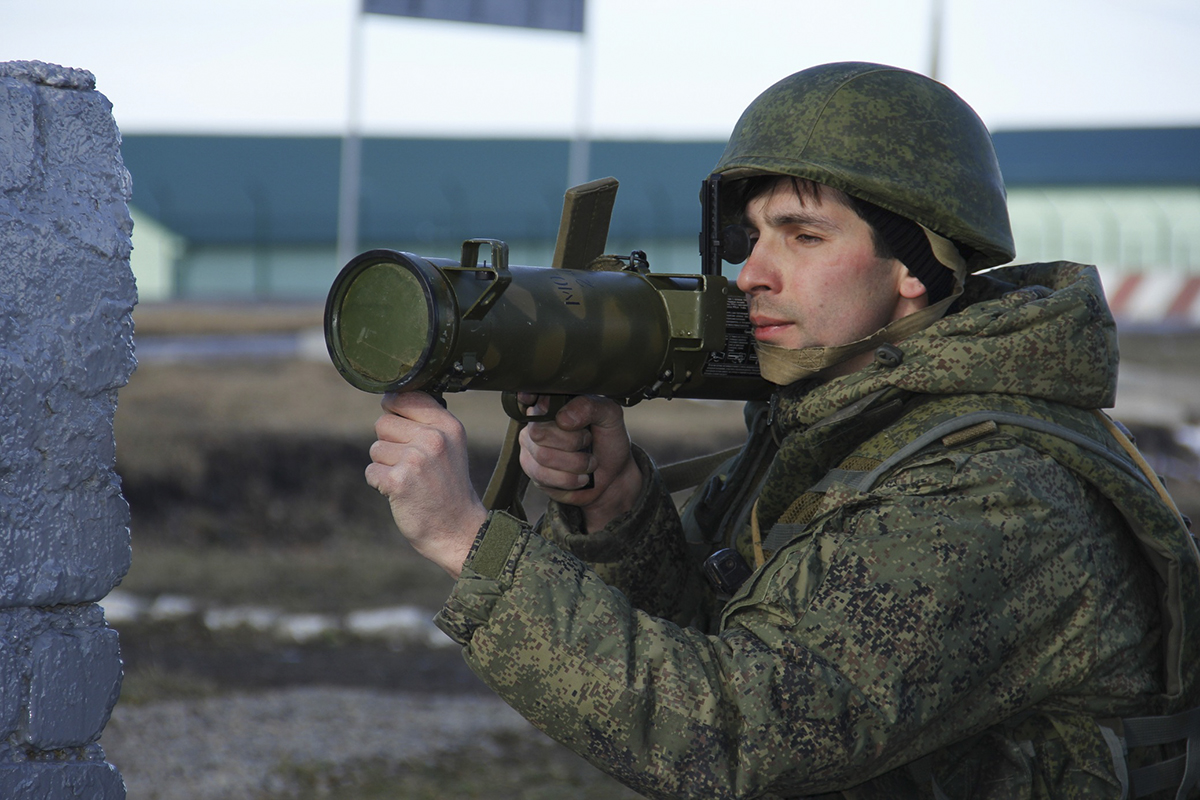
Rysk soldat med en RPO-A Sjmel (РПО-А Шмель) eldkastare i skytteställning.

## Utvecklingshistoria

### Grekisk eld: förepok
Innan modern tid förekom så kallad "grekisk eld", som korsfararna kallade det, vilket var en form av brandämne i flytande form som lär ha utvecklats omkring år 678 i Bysantinska riket. Grekisk eld ska ha utgjorts av en lättantändlig vätska som kunde sprutas mot fienden med hjälp av en handpump. Vad vätskan bestod av har gått förlorad till historien men fiender till användare av vapnet fruktade den. Grekisk eld var mycket svår att släcka och flöt brinnande på vattenytan, varav den förekom som örlogsvapen. Sista kända gången då denna uppfinning användes var 1202–1204, då man använde den för att försvara Konstantinopel.

### Eldsprutor: 1914–1975

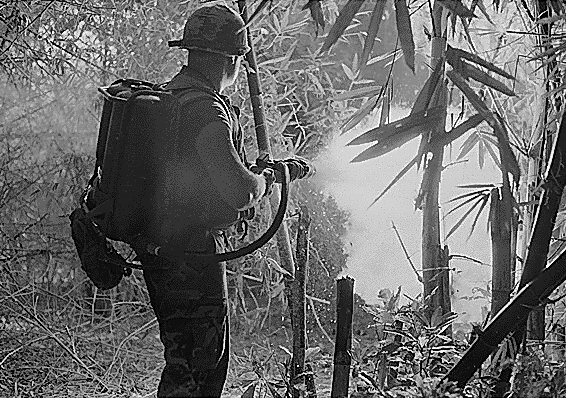
Amerikansk soldat med eldkastare under Vietnamkriget.

Moderna eldsprutor introducerades av Kejsardömet Tyskland under första världskriget och användes främst i strider om befästa ställningar. 1934 hade tyskarna utvecklat den första burna enmanseldsprutan och lätta burna eldkastare användes och vidareutvecklades av alla sidor under hela andra världskriget. Under andra världskriget började det även bli vanligt med fordonsmonterade eldsprutor. Dessa kunde förses med mycket mer bränsle och kraftigare pumpar som tillät avsevärt längre räckvidd jämte burna varianter.
Under Vietnamkriget användes eldkastare på större skala av amerikanska styrkor för att förstöra vegetation och bostäder som bedömdes som motståndsfästen.

#### Svenska eldsprutor
Sverige följde vapenutvecklingen under första världskriget och tog 1918 fram en försökseldspruta benämnd eldspruta fm/18. Försöken verkar inte ha lett till någonting men vid andra världskrigets början antogs en ny konstruktion vid namn eldspruta m/41. Denna kom att användas genom 1940-talet och en bit in på 1960-talet. En efterföljare till eldspruta m/41 antogs aldrig.

### Eldkastare: 1975–

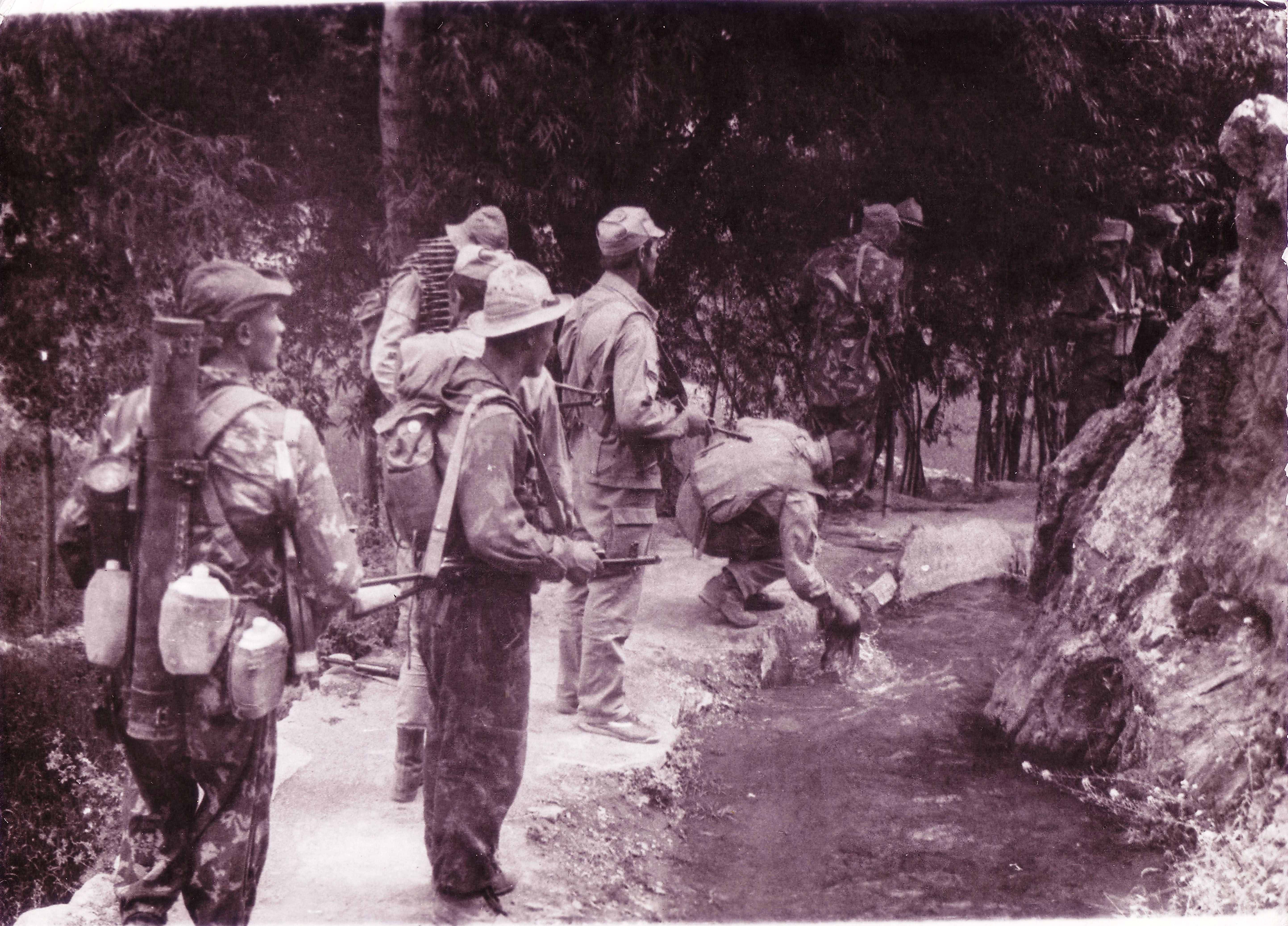
Sovjetiska specialstyrkor under Afghansk-sovjetiska kriget, 1986. Soldaten till vänster bär en RPO-A Sjmel (РПО-А Шмель) eldkastare på ryggen.

Sedan eldsprutans ankomst har man aldrig riktigt kommit ifrån dess barnsjukdomar. De har mycket kort räckvidd, är ofta mycket opålitliga, drar mycket bränsle för undermåliga resultat och är farliga för både användare och närliggande trupper. Det är bland annat svårt att kontrollera branden som skapas av eldstrålen. På grund av detta fick både USA och Sovjetunionen på 1970-talet idén att skapa eldvapen som skjuter projektiler fyllda med höga volymer oljebrandämnen. Detta ledde till de första eldkastarna M202 FLASH (USA) och RPO Rys (РПО Рысь, Sovjetunionen).

## Historiska exempel
| Ursprung                | Namn                             | Antagning | Typ        | Utformning       |
| ----------------------- | -------------------------------- | --------- | ---------- | ---------------- |
| Kejsardömet Tyskland    | Grossflammenwerfer(en)           | 1912      | Eldspruta  | Tung (stationär) |
| Kejsardömet Tyskland    | Kleinflammenwerfer(en)           | 1912      | Eldspruta  | Buren            |
| Kejsardömet Tyskland    | Flammenwerfer M.16.(en)          | 1915      | Eldspruta  | Buren            |
| Kejsardömet Tyskland    | Wechselapparat(en)               | 1917      | Eldspruta  | Buren            |
| Nazityskland            | Flammenwerfer 35(en)             | 1935      | Eldspruta  | Buren            |
| Nazityskland            | Flammenwerfer 41(en)             | 1941      | Eldspruta  | Buren            |
| Nazityskland            | Einstossflammenwerfer 46(en)     | 1944      | Eldspruta  | Buren            |
| Sovjetunionen           | ROKS-2(en)                       | 1935      | Eldspruta  | Buren            |
| Sovjetunionen           | ROKS-3(en)                       | 1942      | Eldspruta  | Buren            |
| Sovjetunionen           | LPO-50(en)                       | 1953      | Eldspruta  | Buren            |
| Sovjetunionen           | RPO Rys(en)                      | 1975      | Eldkastare | Buren            |
| Sovjetunionen/ Ryssland | RPO-A Sjmel(en)                  | 1986      | Eldkastare | Buren            |
| Sovjetunionen/ Ryssland | TOS-1(en)                        | 1988      | Eldkastare | Fordonsmonterad  |
| Storbritannien          | Flamethrower, Portable, No 2(en) | 1943      | Eldspruta  | Buren            |
| Storbritannien          | Churchill Crocodile(en)          | 1944      | Eldspruta  | Fordonsmonterad  |
| Sverige                 | Eldspruta m/41                   | 1941      | Eldspruta  | Buren            |
| USA                     | M2 flamethrower(en)              | 1944      | Eldspruta  | Buren            |
| USA                     | M67 Flame Thrower Tank(en)       | 1955      | Eldsprute  | Fordonsmonterad  |
| USA                     | M132                             | 1964      | Eldspruta  | Fordonsmonterad  |
| USA                     | M202 FLASH(en)                   | 1978      | Eldkastare | Buren            |

### Tryckta verk
- Soldatreglemente för Soldaten i fält (SoldF), 2001 års utgåva. Soldaten i fält. Försvarsmakten (Sverige). sid. 50. M7742-100002. https://www.forsvarsmakten.se/siteassets/4-om-myndigheten/dokumentfiler/publikationer/soldf.pdf. Läst 4 april 2022